# Lacca di garanza
La lacca di garanza è una gradazione di rosso e un pigmento pittorico. Il pigmento è anche noto come lacca di robbia, alcanna vera, alcanna d'oriente, orcanetto, barantia, garance e rubea.

## Descrizione
Trattasi di un pigmento di origine organica e vegetale, il quale deriva dalla rubia (Rubia Tinctorum). È una delle varietà di lacca più stabili. Alcune volte viene ricavata da legni di minor pregio. Le tonalità di questa lacca possono variare dal cremisi intenso al marrone rossastro. Questa lacca è molto trasparente e può essere usata sia nella pittura a tempera che in quella ad olio. Si tratta però di una varietà di colore che impiega molto tempo a seccare.